# 唐琳
唐 琳（とう りん、Tang Lin, 1976年5月7日 - ）は中国、四川省内江市出身の柔道家。2000年シドニーオリンピック柔道女子78kg級金メダリスト。

## 経歴
1996年アジア柔道選手権大会72kg級で銀メダルを獲得、1998年アジア競技大会の78kg級では金メダルを獲得した。2000年のシドニーオリンピックでも優勝を果たした。

## 偽純金模型騒動
2011年11月に唐琳は、バルセロナオリンピック柔道72kg超級金メダリストの荘暁岩の偽純金缶騒動を受けて(詳細は荘暁岩#偽純金缶騒動)、自身がシドニーオリンピックで優勝した時に健力宝から贈呈された700gの｢純金製｣の「健力宝社屋縮小模型」を鑑定してもらったところ、それは全く金を使用していなかった荘の偽純金缶よりはましだったものの、模型の表面にわずか10gの金が使用されていたのみで、模型の中身は空洞であることが判明した。この件に関して唐は、｢最初からこのような仕様の模型であると言ってくれたらよかったのにそれを言わなかったことが問題だ｣とコメントした。

## 主な戦績
72kg級での戦績
- 1995年 - 福岡国際 3位
- 1996年 - フランス国際 3位
- 1996年 - オーストリア国際 2位
- 1996年 - ドイツ国際 3位
- 1996年 - アジア選手権 3位
- 1997年 - 東アジア大会 3位

78kg級での戦績
- 1998年 - アジア大会 優勝
- 2000年 - シドニーオリンピック 優勝
- 2001年 - グランプリ・セビリア 5位